# 戦役
戦役（せんえき）は、戦争状態にある両軍が行う、相互に関連する一連の軍事行動を言う。戦争の一局面であり、機動や戦闘などの行動の総和である。

## 戦役の概念
戦争を計画・実行したり、観察・記述したりする際には、戦争の全体を局面ごとに分割して整理することが望ましい。そのような分割の単位が、戦役である。
戦役にあたる西欧語（英語のcampaignなど）の語源は、ラテン語の campus で、平地の広場を意味し、転じてそのような場所を用いる施設をも指す。軍事では練兵場を指し、訓練済みの兵士をcampigeni と呼んだ。ローマ軍（および後の多くの軍隊）は、冬に軍事活動を停止して冬営することを常としたので、軍事活動はその年の春に始まり、秋に終わった。何年も続く長い戦争の場合であっても、敵味方の機動と戦闘はたいてい秋までに切り上げられ、次の年の活動とは明確な区切りがついた。こうして区切られる一年の軍事活動が「戦役」であった。
また、軍事行動が行われる地域が二つ以上あって、それぞれ相互の軍の行動が干渉しあわないほど遠いときには、その地域を単位として戦役に分割する。
戦役は、戦闘を含み、さらに軍隊の移動、にらみ合いなど戦闘がない休止期間も含む。しかし、軍備や軍費などの戦争全体の管理にかかわる問題は含まない。このような区切りは、戦場の司令官の関心範囲をあてはめたものと考えれば容易に了解できるだろう。
期間についても地域についても、戦役は戦争を便宜的に分割したものであり、単純に適用しがたい例は多い。特に軍事行動の冬季中断がなく戦闘の範囲が広がった近現代には、一年単位で分割する必然性はないので、その傾向が大きい。

## 他の用語との関係
作戦は戦役かその一部の計画、戦略は戦役の技術・計画である。戦役が終始一方の計画通りに進んで一区切りつくなら、作戦と戦役は一致する。そうした場合には、作戦名が戦役を指す名として通用することにもなる。作戦通りにいかない場合には、作戦を超えて戦役が続くことになる。
古い時代の日本や中国にも、類似の思考はあるが、独立した用語を作るまでにはならなかった。日清戦争を「明治二十七八年戦役」というように、かつての日本語の「役」・「戦役」は軍事動員を指して間接的に戦争を表現したもので、本項でいう戦役とは異なる。戦前も本項でいう戦役の用語・概念はあったが、それはヨーロッパの戦史に触れるときに現れる用語であった。